# Brenda
A Brenda női név germán eredetű angol névből ered, a jelentése: kard, harc.

## Gyakorisága
Az újszülötteknek adott nevek körében az 1990-es években szórványosan fordult elő. A 2000-es és a 2010-es években sem szerepelt a 100 leggyakrabban adott női név között.
A teljes népességre vonatkozóan a Brenda sem a 2000-es, sem a 2010-es években nem szerepelt a 100 leggyakrabban viselt női név között.

## Névnapok
május 16., november 29.

## Híres Brendák
- Brenda Lee, amerikai énekesnő